# Bloodbound
Bloodbound je švédská powermetalová kapela založená v roce 2004. První album Nosferatu vydali v roce 2005 a druhé, Book of the Dead, v květnu 2007. Duchovními otci jsou bývalí členové Street Talk Fredrik Bergh a Tomas Olsson, ve skupině byli aktivní také Michael Bormann (Jaded Heart), Urban Breed (Tad Morose) a Pelle Åkerlind (Morgana Lefay). Debutové album Nosferatu nazpíval bývalý člen kapely Tad Morose, zpěvák Urban Breed. Vyšlo 16. prosince 2005 v (v Japonsku; v Evropě až 24. února 2006), obal vytvořil Mark Wilkinson (Iron Maiden, Judas Priest, Marillion). Pouze na základě kvality jejich debutového alba byla kapela vybrána do pozice předskokana na turné skupiny Evergrey a byla jednou z hlavních hvězd na göteborském metalovém festivalu.
Na podzim roku 2006 oznámil Urban Breed odchod z kapely, ke které se na krátké období přidal zpěvák Kristian Andrèn a odzpíval několik koncertů. V březnu 2007 oznámili příchod nového zpěváka, Němce Michaela Bormanna, s nímž vzniklo druhé album, pojmenované Book of the Dead. Bormann nicméně na žádném koncertu s Bloodbound nevystoupil: na prvním vystoupení po vydání Book of Dead (Sweden Rock Festival 9. června 2007), se za mikrofonem objevil opět Urban Breed. Odzpíval i následující vystoupení včetně Bollnäs Festivalen 21. července 2007. Bloodbound odehráli dva koncerty se symfonickým orchestrem za zády. V říjnu 2007 oznámili, že původní zpěvák Urban Breed se oficiálně vrátil do kapely a bude zpívat na turné, kde bude skupina předkapelou švédských HammerFall. V dubnu 2010 se kapela již podruhé rozloučila s Urbanem Breedem a na post hlavního zpěváka nastoupil Patrik Johansson, se kterým bylo natočeno i následující album Unholy Cross.
Navzdory zjevnému black metalovému image (členové kapely jsou na propagačních materiálech a na webové stránce vyfoceni s "válečným" make-upem, který nosí i při vystoupeních), hudba Bloodbound nezapadá do kategorie black metalu. Podobá se více stylu heavy metalových a především power metalových kapel, např. Helloween a Iron Maiden, ačkoli v textech se někdy zaobírají temnější tematikou.

## Členové
- Patrik Johansson – zpěv
- Tomas Olsson – kytary
- Fredrik Bergh – klávesy a doprovodné vokály
- Henrik Olsson – doprovodné kytary
- Anders Broman – baskytara
- Daniel Sjögren – bicí

### Bývalí členové
- Urban Breed – zpěv
- Oskar Belin – bicí
- Jörgen Andersson – baskytara
- Markus Albertson – kytary
- Kristian Andrèn – zpěv
- Michael Bormann – zpěv
- Johan Sohlberg – baskytara
- Pelle Åkerlind – bicí
- Kalle Löfgren – bicí

## Diskografie
- Nosferatu (2005)
- Book of the Dead (2007)
- Tabula Rasa (2009)
- Unholy Cross (2011)
- In the Name of Metal (2012)
- Stormborn (2014)
- War of Dragons (2017)
- Rise of the Dragon Empire (2019)
- Creatures of the Dark Realm (2021)
- Tales from the North (2023)